# Спайдър Робинсън
Пол Робинсън (на английски: Pol Robinson) е американско-канадски литературен критик, поет и писател, автор на произведения в жанра научна фантастика. Пише под псевдоними Спайдър Робинсън (на английски: Spider Robinson) и Б. Д. Уайт (B. D. Wyatt).

## Биография и творчество
Роден е на 24 ноември 1948 г. в Бронкс, Ню Йорк, САЩ. Завършва католическа гимназия, учи 2 години в католически колеж и след 5 години следване завършва с бакалавърска степен по изкуства и английска филология от Нюйорския университет „Стони Брук“.
През 20-те си години прекарва прекарва няколко години в гората, като съзнателно се опитва да живее без технология. След дипломирането си през 1971 г. работи като нощен охранител в Ню Йорк. Заедно с работата си започва да пише фантастика.
През 1972 г. става редактор в „Лонг Айлънд Ревю“, в периода 1975 – 1977 г. е литературен критик в списание „Галакси“. В периода 1981 – 1983 г. е председател на Федерацията на писателите от Нова Скотия. В периода 1995 – 2005 г. води като колумнист поредицата „Бъдеще време“ в националния вестник „Торонто Глоуб“.
Писателската му кариера започва през 1972 г. с публикуването на разказа „The Guy With The Eyes“ в списание „Аналог“. През 1974 г. получава наградата „Джон У. Кембъл“ за най-добър нов писател.
През 1975 г. се жени за Джийн Робинсън, хореограф, последователка на дзен будизма. Имат дъщеря – Тери Луана да Силва.
Първият му роман „Telempath“ е публикуван през 1976 г. Става известен със сатирирично-жантастичната си поредица „Калахан“.
За разказите си е удостоен с наградите „Хюго“ и „Небюла“. През 2008 г. е удостоен с наградата „Робърт Хайнлайн“ за цялостно творчество.
Пише песни заедно с Дейвид Кросби и Тод Бътлър. През 2000 г. издава албум с оригинална музика „Belaboring the Obvious“.
Избира да живее в Канада, главно в провинциите Нова Скотия и Британска Колумбия, живял е във Ванкувър и на остров Боуен. От 2002 г. придобива второ гражданство в Канада. Живее в Халифакс.

## Произведения

### Самостоятелни романи
- Telempath (1976)
- Night of Power (1985)
- Tales from the Planet Earth (1986) – с Лино Алдани, Брайън Олдис, Карл-Майкъл Амер, Джон Бинг, Андре Карнейро, А. Бертрам Чандлър, Любен Дилов, Тон Енженг, Карлос Мария Федеричи, Хари Харисън, Елизабет Ан Хъл, Сам Лундвал, Йозеф Несвадба, Фредерик Пол, Тецу Яно, Йе Йонгли и Януш Зайдел
- The Free Lunch (2001)
- Variable Star (2006) – с Робърт Хайнлайн

### Серия „Калахан“ (Callahan)
1. Callahan's Crosstime Saloon (1978)
2. Time Travelers Strictly Cash (1979)
3. Callahan's Secret (1986)
4. Callahan's Lady (1989)
5. Lady Slings the Booze (1992)
6. The Callahan Touch (1993)
7. Callahan's Legacy (1995)
8. Callahan's Key (2000)
9. Callahan's Con (2003)
10. Callahan's Crazy Crosstime Bar (1988) – издаден и като „Callahan and Company“
11. Off the Wall at Callahan's (1994)

- The Callahan Chronicals (1997) – сборник
Кръчмата на Калахан, изд. „Дамян Яков“ (2000), прев. Светлана Комогорова-Комата

### Серия „Звезден танц“ (Stardance) – с Джийн Робинсън
1. Stardance (1979)
2. Starseed (1991)
3. Starmind (1995)

### Серия „Смъртоносен убиец“ (Deathkiller)
1. Mindkiller (1982)
2. Time Pressure (1987)
3. Lifehouse (1997)

### Серия „Ръсел Уокър“ (Russell Walker)
1. Very Bad Deaths (2004)
2. Very Hard Choices (2008)

### Разкази и новели
- Overdose (1975)
- By Any Other Name (1976) – награда „Хюго“
- Dog Day Evening (1977)
- Stardance (1977) с Джийн Робинсън, награда „Хюго“, „Небюла“, „Локус“
- Fivesight (1979)
- God Is an Iron (1979)
- Have You Heard the One...? (1980)
- Pyotr's Story (1981)
- Serpents' Teeth (1981)
- Melancholy Elephants (1982) – награда „Хюго“
Меланхоличните слонове, сп. „Фантастични истории“, бр.3/1992, прев. Емануел Икономов
- Involuntary Man's Laughter (1983)

### Сборници
- Antinomy (1980)
- Melancholy Elephants (1984)
- True Minds (1991)
- User Friendly (1998)
- By Any Other Name (2001)
- God Is an Iron (2002)
- My Favorite Shorts (2016)

### Документалистика
- The Crazy Years (2004)